# 川勝広豊 (清三郎)
川勝 広豊（かわかつ ひろとよ）は、江戸時代中期の旗本。広恒流川勝家の5代当主。

## 生涯
享保16年（1731年）、川勝隆盛の二男として江戸に生まれ、後に川勝広當の末期養子となった。延享3年（1746年）12月25日、義父川勝讃岐守広當の死去により、16歳で家督（武蔵・下総・常陸内550石）を継いだ。
宝暦7年（1757年）2月11日、小姓組となった。
明和6年（1769年）3月29日、39歳で没した。家督は末期養子の実弟である広峯が継いだ。川勝隆盛の二男の広豊と三男の広峯が、続けて広恒流川勝家に養子に入ったことになる。